# World Grand Prix (snooker)
World Grand Prix är en rankingturnering i snooker. Turneringen startade 2015 som en inbjudningsturnering men redan året därpå fick den rankingstatus.
Kvalificerade att delta är de 32 bästa spelarna på den ettåriga rankinglistan som ligger till grund för tävlingen.

## Vinnare
| År                            | Vinnare                       | Motståndare                   | Resultat                      | Plats                         | Säsong                        |
| World Grand Prix (ej ranking) | World Grand Prix (ej ranking) | World Grand Prix (ej ranking) | World Grand Prix (ej ranking) | World Grand Prix (ej ranking) | World Grand Prix (ej ranking) |
| ----------------------------- | ----------------------------- | ----------------------------- | ----------------------------- | ----------------------------- | ----------------------------- |
| 2015                          | Judd Trump                    | Ronnie O'Sullivan             | 10 – 7                        | Llandudno                     | 2014/15                       |
| World Grand Prix (ranking)    |                               |                               |                               |                               |                               |
| 2016                          | Shaun Murphy                  | Stuart Bingham                | 10 – 9                        | Llandudno                     | 2015/16                       |
| 2017                          | Barry Hawkins                 | Ryan Day                      | 10 – 7                        | Preston                       | 2016/17                       |
| 2018                          | Ronnie O'Sullivan             | Ding Junhui                   | 10 – 3                        | Preston                       | 2017/18                       |
| 2019                          | Judd Trump                    | Ali Carter                    | 10 – 6                        | Cheltenham                    | 2018/19                       |
| 2020 (feb)                    | Neil Robertson                | Graeme Dott                   | 10 – 8                        | Cheltenham                    | 2019/20                       |
| 2020 (dec)                    | Judd Trump                    | Jack Lisowski                 | 10 – 7                        | Milton Keynes                 | 2020/21                       |
| 2021                          | Ronnie O'Sullivan             | Neil Robertson                | 10 – 8                        | Coventry                      | 2021/22                       |
| 2023                          | Mark Allen                    | Judd Trump                    | 10 – 9                        | Cheltenham                    | 2022/23                       |
| 2024                          | Ronnie O'Sullivan             | Judd Trump                    | 10 – 7                        | Leicester                     | 2023/24                       |